# William Craft
William Craft (Crete, 2 settembre 1993) è un allenatore di pallavolo ed ex pallavolista statunitense, di ruolo schiacciatore, assistente allenatore del Carthage.

## Carriera

### Giocatore

#### Club
La carriera di William Craft inizia nei tornei scolastici dell'Illinois, giocando per la Marian Catholic HS. Dopo il diploma gioca a livello universitario nella lega NCAA Division III, dove si disimpegna dal 2013 al 2016 con il Carthage. 
Nel 2017 sigla il suo primo contratto professionistico in Estonia, dove gioca per un breve periodo col Saaremaa, che lascia sia a causa di alcuni infortuni che delle difficoltà economiche del club; rientrato in patria, prende invece parte allo NVA Showcase 2017 col Chicago Lights Out. Nella stagione 2018-19 si accasa per un biennio nella formazione danese del Nordenskov, con nel mezzo un'esperienza con l'Icemen per disputare la NVA 2019.
Approda quindi in Germania nel campionato 2020-21, dove viene ingaggiato dal Lüneburg in 1. Bundesliga, annunciando il ritiro al termine dell'annata.

### Allenatore
Nell'agosto 2021 viene annunciato il suo ritorno al Carthage, questa volta nelle vesti di assistente allenatore di JW Kieckhefer.